# 摺鉢山 (南極)
摺鉢山（英語：Mount Suribachi），是南極洲的山峰，位於毛德皇后地，處於斯卡夫斯內斯半島中南部，根據日本探險隊的測量和拍攝的空中照片繪入地圖，現時由南極條約體系管理。